# Pidliskî, Rojîșce
Pidliskî (în ucraineană Підліски) este un sat în comuna Kopacivka din raionul Rojîșce, regiunea Volînia, Ucraina.

## Demografie
Componența lingvistică a localității Pidliskî
     Ucraineană (100%)
Conform recensământului din 2001, toată populația localității Pidliskî era vorbitoare de ucraineană (100%).